# 오정일
오정일(吳挺一:1610∼1670)은 조선 중후기의 문신이며, 자는 두남(斗南), 호는 구사(龜沙)이다. 본관은 동복(同福)이며, 아버지는 관찰사 오단(吳端)이며, 어머니는 이조판서 심액(沈詻)의 딸 정경부인 청송심씨이다. 

## 참고 문헌
- 『효종실록(孝宗實錄)』
- 『현종실록(顯宗實錄)』
- 『국조인물고(國朝人物考)』
- 『연려실기술(燃藜室記述)』
- 『국조방목(國朝榜目)』
- 『동명집(東溟集)』
- 『기언(記言)』